# Szöőr Anna
Szöőr Anna (Debrecen, 1967. március 7. –) pszichológus-jogász. 
Szakterületei: családi krízishelyzetek és meddőség kezelése, közéleti véleményformálás.

## Könyvek
Nemzeti Kulturális Alap támogatásával a Kairosz Könyvkiadó kiadásában 
- Az erőszak neve: Fenség[1]
- A szeretőtartás szertartása[2]

## Közéleti publicisztikák
- Magyar idők
- A Makovecz-villa titkai[3]
- Megtagadott igazságszolgáltatás, el nem feledett bűnök [4]
- A magyar orvos nemzetközi márkanév[5]
- Csurka István nem csak író, látnok is volt,[6]
- Független magyar igazságszolgáltatás a Bárándy-jelenség tükrében[7]
- Gyurcsány Ferenc kábítószere: A politika[8]
- Julianna királynőtől Judith Sargentiniig,[9]
- „Ha szerettek, nem kérdeztek”,[10]
- Svéd választások magyar szemmel[11]
- Epizódok 2006-ból[12]
- A lelkünkön élősködős világháló[13]
- Megtorpant életekből útra vált küldetés[14]

## Szakmai publicisztikák
- Az enyém vagy, nem eresztlek ( Nők Lapja)[15]
- Mindenkinek szüksége lenne egy apamodellre,[16]
- Meddőség: nem mindig a nő tehet róla,[17]
- Meddőség az élsportban: kihalhatnak a sportolói dinasztiák[18]
- Internetes zaklatást csak igazságügyi informatikai szakértő leplezhet le[19]
- Ügyvédek kerülhetnek informatikai csalás gyanújába[20]

## Televíziós megjelenések
- Babacsalogató műsor a FixTV-n
- Echo TV
- MTVA Ridikül magazin